# Parauncinula
Parauncinula är ett släkte av svampar. Parauncinula ingår i familjen Erysiphaceae, ordningen mjöldagg, klassen Leotiomycetes, divisionen sporsäcksvampar och riket svampar.
Arter enligt Catalogue of Life:
- Parauncinula curvispora
- Parauncinula septata